# Nertera
Nertera es un género con 26 especies de plantas  perteneciente a la familia Rubiaceae. Es nativa del hemisferio sur, en América del Sur y Oceanía, con una especie se extiende por el Hemisferio Norte en América Central y Asia oriental. 

## Descripción
Es una planta herbácea postrada, rastrera,  perenne que crece hasta los  20-40 cm de diámetro o más, pero no más de unos centímetros de altura.  Las hojas son generalmente muy pequeñas, y cuando se aplastan en algunas especies puede liberar un olor nauseabundo (metanotiol).  Las flores son insignificantes y, probablemente, son polinizadas por el viento.  El fruto es una baya generalmente de color naranja brillante, pero en algunas especies puede ser una cápsula seca.

## Taxonomía

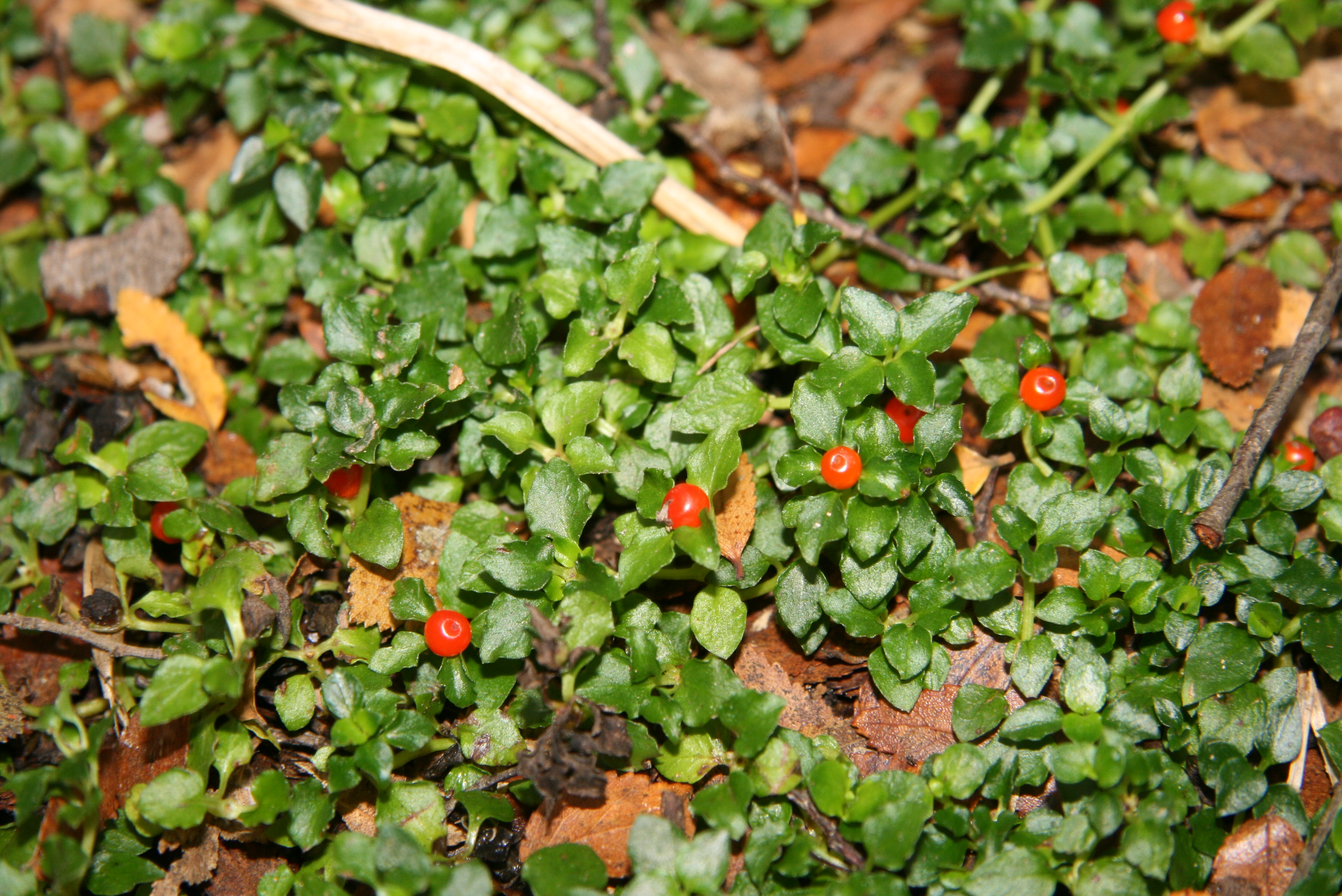
Coralito (Nertera granadensis) en la Reserva Nacional Los Ruiles, Chile.

El género fue descrito por Banks & Sol. ex Gaertn. y publicado en De Fructibus et Seminibus Plantarum. . . . 1: 124. 1788. La especie tipo es: Nertera depressa Gaertn. 
Etimología
El nombre deriva de la palabra griega nerteros, es decir, hacia abajo. 

## Especies seleccionadas
- Nertera granadensis
- Nertera adsurgens
- Nertera alsinoides
- Nertera arnottiana
- Nertera assurgens
- Nertera balfouriana
- Nertera ciliata